# Aviron Union Nautique de Villefranche
L'Aviron Union Nautique de Villefranche (AUNV) est un club d'aviron fondé en 1906.
Situé sur la commune de Villefranche-sur-Saône, dont il est la section sportive la plus importante, le club totalise près de 100 médailles nationale. Le club au niveau international se distingue dès 1922 avec un titre de champion d'Europe en huit avec l'Aviron Union Nautique de Lyon. Le club est actuellement 11e au classement des clubs français avec huit internationaux dont notamment Frédéric Dufour, vice-champion olympique en 2004.

## Palmarès (depuis 2000)

### Jeux olympiques
- Aviron aux Jeux olympiques d'été de 2008 à Pékin,  Chine
  - Frédéric Dufour 11e en deux de couple poids légers
- Aviron aux Jeux olympiques d'été de 2004 à Athènes,  Grèce
  - Frédéric Dufour Médaille d'argent en deux de couple poids légers avec Pascal Touron.

### Championnats du monde
- Championnats du monde d'aviron 2010 à Hamilton,  Nouvelle-Zélande
  - Frédéric Dufour médaille d'argent en quatre de couple poids légers
- Championnats du monde d'aviron 2009 à Poznań,  Pologne
  - Frédéric Dufour  Médaille d'argent en deux de couple poids légers
- Championnats du monde d'aviron 2007 à Munich,  Allemagne
  - Frédéric Dufour Médaille d'argent en quatre de couple poids léger
- Championnats du monde d'aviron 2007 à Munich,  Allemagne
  - Frédéric Dufour10e en deux de couple léger
- Championnats du monde d'aviron 2006 à Eton,  Royaume-Uni
  - Fabien Dufour  Médaille de bronze deux de couple poids légers
- Championnats du monde d'aviron 2005 à Gifu,  Japon
  - Frédéric Dufour5e  en deux de couple poids légers
- Championnats du monde d'aviron 2003
  - Frédéric Dufour 4e en deux de couple poids légers

### Championnats d'Europe
- Championnats d'Europe d'aviron 2010 à Montemor o Velho,  Portugal
  - Fabien Dufour  Médaille de bronze quatre de couple poids légers
- Championnats d'Europe d'aviron 2009 à Brest,  Biélorussie
  - Frédéric Dufour 5e en skiff
- Championnats d'Europe d'aviron 2008 à Athènes,  Grèce
  - Frédéric Dufour 4e en deux de couple poids légers

## Personnalités
- Frédéric Dufour
- Fabien Dufour
- Tamas Varga
- Mathias Raymond